# Irene Morales
Irene Morales Infante (1 tháng 4 năm 1865 – 25 tháng 8 năm 1890) là một quân nhân Chile phục vụ trong Chiến tranh Thái Bình Dương. Bà sinh ra trong một barrio thuộc Santiago, sống trong nghèo khó suốt cả cuộc đời và làm thợ may từ khi còn nhỏ. Vào thời điểm Chiến tranh Thái Bình Dương bắt đầu bà mới chỉ 13 tuổi, và đã trở thành trẻ mồ côi và góa phụ hai lần. Người chồng thứ hai của bà bị quân đội Bolivia xử tử vì đã giết một người lính. Bà đã cố thi với tư cách là một người đàn ông và ghi danh mình làm một người lính trong quân đội Chile. Việc này đã thất bại, nhưng bà được giao cho vị trí y tá quân đội và cantinière không chính thức, hành quân cùng với  lính bộ binh để bán đồ ăn và thức uống, và chăm sóc những người bị thương sau các cuộc chiến.
Mặc dù được giao một vai trò không trực tiếp chiến đấu, bà đã chiến đấu cùng những người đàn ông trong đơn vị của bà trong trận chiến Tarapacá Campaign vào cuối năm 1879, tại Pisagua và San Francisco. Lòng dũng cảm và sự chăm sóc ân cần cho những người bị thương của bà trong những trận đánh này đã khiến tổng tư lệnh Manuel Baquedano chú ý, và ông đã công nhận bà chính thức và phong cho bà làm một trung sĩ. Bà tiếp tục phục vụ trong quân đội trong khoảng thời gian diễn ra trận chiến và cực kỳ gan dạ trong Cuộc chiến Tacna vào năm 1880. Sau chiến tranh, bà trở về cuộc sống đời thường và chết mà không ai biết đến khi mới ở tuổi 25. Hiện giờ được coi là chiến binh vĩ đại nhất trong chiến tranh của Chile, bà chỉ được biết đến rộng rãi sau khi qua đời.